# 李炳軍
李 炳軍（り へいぐん、1963年2月 - ）は、中華人民共和国の官僚・政治家。山東省昌濰地区臨朐県出身。現職は中国共産党貴州省委員会副書記、貴州省人民政府省長代行。

## 経歴
1963年2月、山東省昌濰地区臨朐県で生まれる。1984年3月に中国共産党入党。同年7月に山東化工学院（現在の青島科学技術大学）を卒業後、中華人民共和国化工部弁公庁に入局。1991年6月には中華人民共和国国務院秘書二局の秘書を経て、1997年8月副局級秘書、2007年9月副部級秘書を歴任し、2013年退官。
2017年7月、江西省人民政府副省長に転出。2015年6月、江西省党委員会常務委員兼副省長に就任。7月には贛州市党委員会書記を兼務する。2018年5月、江西省党委員会副書記、贛州市党委員会書記、井岡山幹部学院第一副院長に就任。6月、江西省党委員会学校学長を兼務。
2020年11月、党務に転じて貴州省に赴任し、貴州省党委員会副書記に就任した。第13期貴州省人民代表大会常務委員会は24日の第21回会議で、諶貽琴省長の辞任届を受理し、李炳軍を副省長兼省長代行に任命することを決定した。